# Dmitrij Jakovenko
Dmitrij Jakovenko, celým ruským jménem Дмитрий Олегович Яковенко, (28. června 1983, Omsk) je ruský šachový mezinárodní velmistr.
Narodil se v Omsku, ale dětství prožil v sibiřském městě Nižněvartovsk. Šachy se naučil pod vedením svého otce hrát ve třech letech a ve čtrnácti letech se pod vedením bývalého trenéra Garry Kasparova Alexandra Nikitina stal mezinárodním mistrem. Roku 2001 zvítězil na mistrovství světa juniorů do osmnácti let a v tom samém roce se stal mezinárodním velmistrem.
V letech 1999 až 2004 vystudoval s vynikajícími výsledky Matematickou fakultu Moskevské státní univerzity a po skončení studia se rozhodl pro profesionální šachovou kariéru. Roku 2006 skončil druhý na mistrovství Ruska v šachu, když prohrál v play-off s Jevgenijem Alexejevem.
K dalším významným Jakovenkovým úspěchům patří vítězství na turnaji Pojkovskij 2008 a vítězství na třetím turnaji série Grand Prix FIDE v Elistě v závěru roku 2008 (společně s Alexandrem Griščukem a Tejmurem Radžabovem).
K červnu 2020 byl v první padestáce nejlepších šachistů.